# Adam et Ève chassés de l'Éden (Masaccio)
 (décembre 2024).
Adam et Ève chassés de l'Éden (en italien : Cacciata dei progenitori dall'Eden) est une fresque réalisée par Masaccio en 1424-1425  : elle figure sur un pilastre de la chapelle Brancacci de l'église Santa Maria del Carmine de Florence.

## Historique
En 1424, Felice Brancacci, homme politique et riche commerçant italien, commande à deux jeunes peintres ; Masolino et Masaccio, une série de fresques pour orner les murs de la chapelle qu'il possède dans l’église Santa Maria del Carmine de Florence. C'est dans ce contexte que Masaccio entame la réalisation de la fresque Adam et Eve chassés de l'Eden.
En 1670, des changements ont été effectués sur l'agencement des fresques de la chapelle : des encadrements de bois taillés et dorés divisent par quatre alors les deux niveaux de fresques. C'est à cette époque (sous le règne de Cosme III de Médicis dit « le Fanatique ») que les feuilles sont ajoutées pour cacher la nudité d'Adam et d'Ève en vertu d'une lecture littérale des textes (« Alors que lui et sa compagne se sont cousus des pagnes de feuilles de figuier dès qu'ils eurent les yeux désillés, ils s'en firent des ceintures. - Genèse, III, 7) également dans les deux fresques de la Tentation de Masolino et de l'Expulsion du Jardin de Masaccio.
Les restaurations successives, qui ont suivi l'incendie de 1771, et l'acquisition de la chapelle en 1780 par la famille Riccardi, ont permis de conserver les lieux qui, en 1904, ont redonné leur aspect d'origine aux fresques qui perdent alors (dernière restauration de 1991 à 1989) les repeints (feuilles de vignes) censurant les nus.

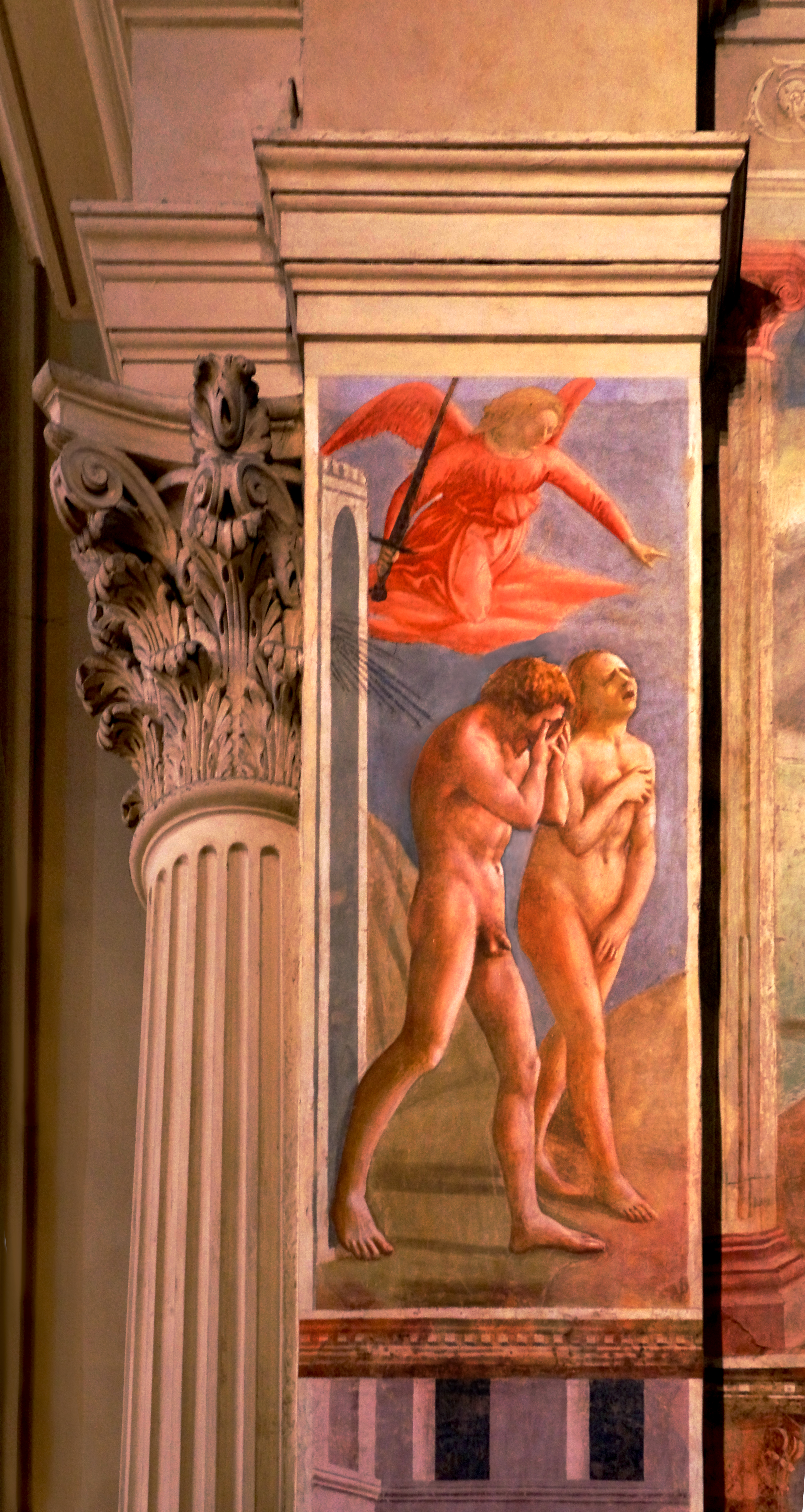
Situation de la fresque dans la chapelle.
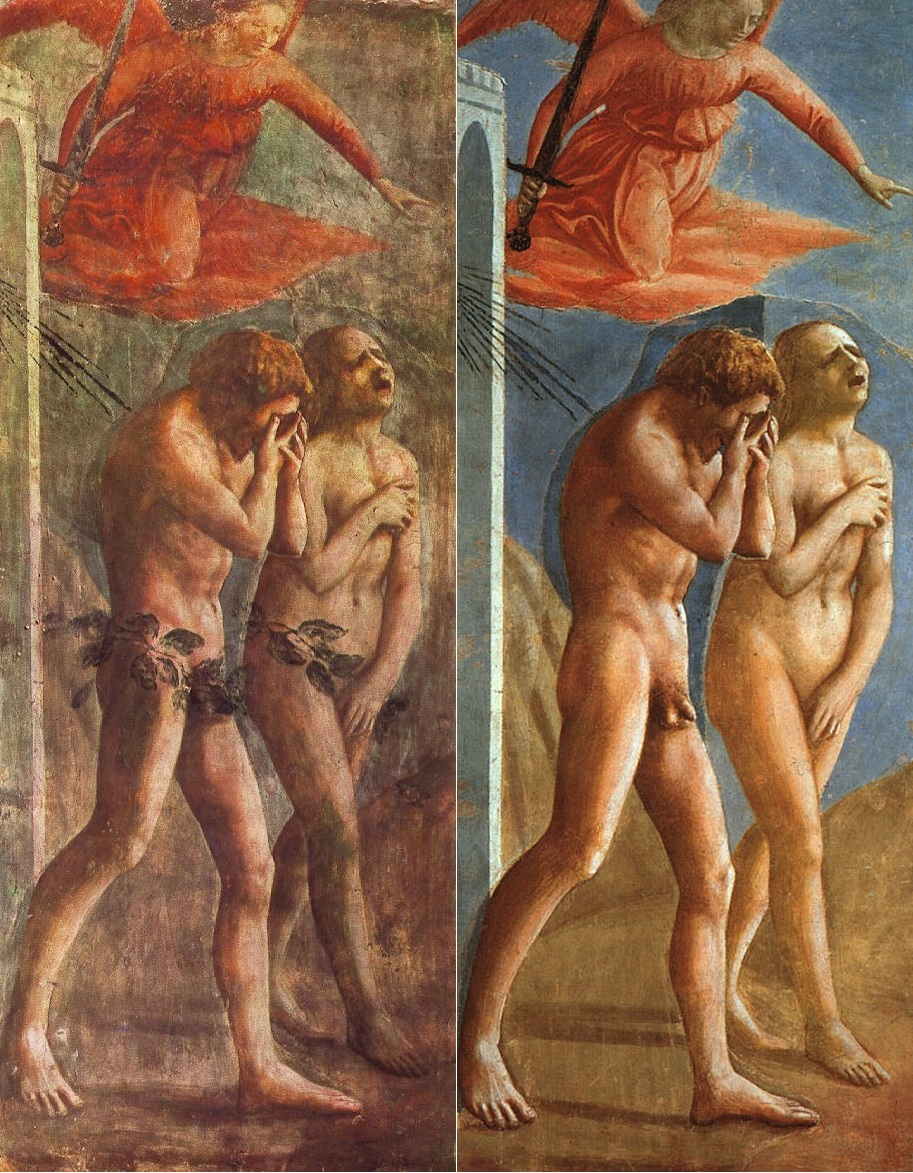
La fresque avant et après la restauration.
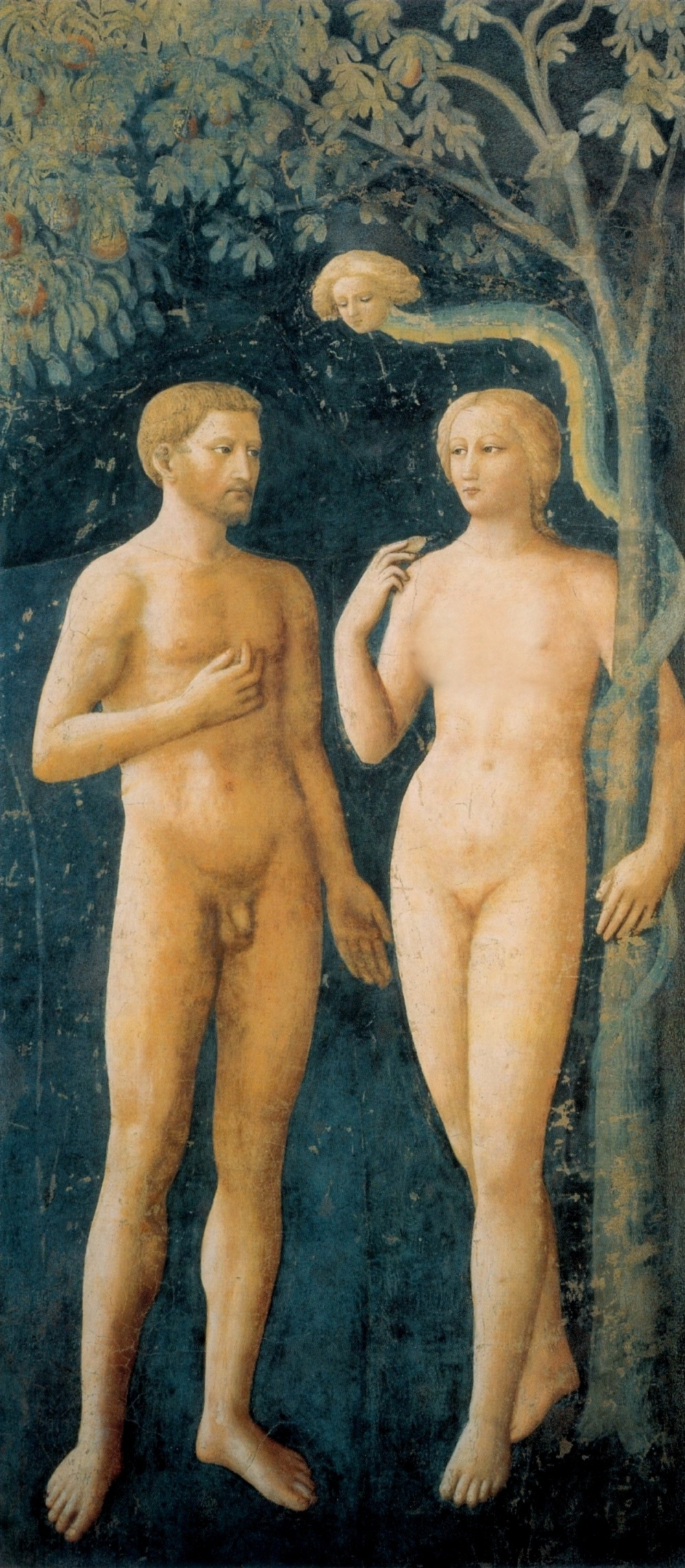
Pendant de la Tentation par Masolino da Panicale.

## Thème biblique
Adam et Ève qui ont enfreint les règles édictées par Dieu (défense de goûter au fruit de la connaissance du bien et du mal) sont chassés du jardin d'Éden (Genèse, chapitres 2 et 3, versets 22 à 24 plus précisément) menés par l'archange Michel chef de la milice céleste et divinité guide psychopompe, contrôlant les entrées et sorties au Paradis et en Enfer.

## Description
Dans un format vertical dû à l'emplacement (un pilastre) le groupe dans sa nudité fuit de gauche vers la droite le jardin des délices dont on aperçoit l'arcade de la porte, il découvre un paysage de rochers nus situés sur la droite ; Ève est montrée yeux révulsés et bouche ouverte se voilant de ses mains (dans la posture de l'Aphrodite pudique antique reprise déjà par Giovanni Pisano à la chaire du Duomo de Pise), et Adam la tête baissée se cachant le visage dans les mains ; au-dessus d'eux, l'archange, vêtu de rouge portant l'épée, leur montre du doigt le seul chemin disponible vers la droite ; un ensemble de traits noirs émanant de la porte semble signifier la colère de Dieu.
Le traitement de la lumière permet de mettre en valeur les corps : la source lumineuse provient de la droite et éclaire Adam et Eve de face, sublimant leur anatomie.

## Postérité
La fresque fait partie du musée imaginaire de l'historien français Paul Veyne, qui le décrit dans son ouvrage justement intitulé Mon musée imaginaire.